# Saint-Pierre-Aigle
Saint-Pierre-Aigle é uma comuna francesa na região administrativa de Altos da França, no departamento de Aisne. Estende-se por uma área de 12,02 km². Em 2010 a comuna tinha 341 habitantes (densidade: 28,4 hab./km²).